# 東京都交通局M形電車
東京都交通局M形電車（とうきょうとこうつうきょくMがたでんしゃ）は、かつて東京都交通局が所有していた懸垂式モノレール用電車。上野懸垂線（上野動物園モノレール）の2代目車両として、1967年から1984年まで17年以上に渡って使用された。

## 概要
1957年12月17日に開通した日本初の常設モノレール路線である東京都交通局上野懸垂線（上野動物園モノレール）では当初日本車輌製造製のH形が使用されていたが、老朽化が進んだ事で置き換え用の新型車両が導入される事になった。これがM形電車である。
車体の設計にあたっては、空中を走る懸垂式モノレールという上野動物園モノレールの特徴を活かし、前面上部が突き出した「逆傾斜」デザインをテーマとした上で検討が行われた。この「逆傾斜」デザインは運転台への直射日光の差し込みや前面ガラスへの機器油の落下を防ぐ効果もあり、M形以降上野動物園モノレールに導入された他車にも受け継がれた。車体外板には従来の車両から軽量化を図るため繊維強化プラスチック（FRP）が採用され、組み立ての際にはエッジや凹凸を効かせるためコルゲート構造が応用された。車体全面はアイボリーに塗られた一方、窓下に配された赤帯にはステンレス製の帯が設置されたほか、前面にもステンレス製の飾り帯が存在した。
車内は大人でも支障なく往来が可能なよう車高を出来るだけ確保し、座席も大人が座れるほどの大きさとした。座席配置は運転台側・連結面側は3人掛けのロングシート、それ以外の箇所はクロスシートであり、非常時に備え運転台側ロングシート付近にはズック製のバケットを用いた脱出装置が設けられていた。熱線吸収ガラスと普通ガラスを組み合わせた固定窓は車内の狭さを和らげるため出来るだけ大きくし、車内の通風は屋根上のラインデリアによって行われた。運転台には主幹制御器が設置され、右側のレバーは力行・制動を制御するコントローラで、左側のレバーは進行方向を制御する機能を有していた。
主電動機は12 kwのシャントモーターが4基設置されていた。速度制御は界磁制御方式によって行われ、上り勾配走行時には弱め界磁、下り勾配では全界磁とする事で所要時間が一定となるようにした。走行車輪は空気タイヤを用いた。

## 運用
H形の運用は1966年11月30日をもって終了し、線路整備を伴う1ヶ月程の運用休止期間を経て、翌1967年1月1日からM形の運用が開始された。以降は上野動物園モノレールにおける2代目車両として活躍を続けられたが、1980年代前半には設備も含めて老朽化が進行していた。一時は東京都の財政再建計画としてモノレールの廃止計画が盛り込まれたが、上野動物園を象徴する交通機関としての人気の高さから存続が決定し、施設更新に併せて車両についても3代目にあたる30形に置き換えられる事となり、1984年9月をもって営業運転を終了した。